# Strandvedel
Strandvedel, Astragalus danicus, är en växtart i familjen ärtväxter.